# Сара Адисън Алън
Сара Адисън Алън (на английски: Sarah Addison Allen) е американска писателка на бестселъри в жанра фентъзи и паранормален любовен роман. Пише и под псевдонима Кейти Галахър (на английски: Katie Gallagher).

## Биография и творчество
Сара Адисън Алън е родена на 30 март 1971 г. в Ашвил, Северна Каролина, САЩ. Баща ѝ е журналист. Израснала в сърцевината на планината Блу Ридж, от дете обича да чете книги и да пише. През 1994 г. получава бакалавърска степен по литература от Университета на Северна Каролина в Ашвил.
След дипломирането си решава да преследва писателска кариера, но за да се издържа работи като асистент на лицензиран оценител на антики.
През 2003 г. е публикувана първата ѝ новела – „Изпитан и оценен“, под псевдонима Кейти Галахър, в общия сборник с писателката Делорес Фозън.
През 2007 г. е издаден първият ѝ роман – „Градина на желанията“ от поредицата „Сестрите Уейвърли“. Той е модерна вълшебна приказка за едно омагьосано ябълково дърво и семейство жени от Северна Каролина. Книгата става бестселър и я прави известна.
Следващите ѝ романи също са бестселъри – „Вкусът на мечтите“ (2008), „Момичето, което преследва луната“ (2010), и „Тайна с цвят на праскова“ (2011).
В началото на 2011 г. ѝ е поставена диагноза рак на млечната жлеза в късен стадий и тя е подложена на химиотерапия, която приключва през октомври същата година. Тя продължава да пише и през 2014 г. е публикуван следващият ѝ роман „Изгубеното езеро“, написан докато тя е в ремисия.
Произведенията на писателката са преведени на 20 езика и са издадени в над 2 милиона екземпляра по света.
Сара Адисън Алън живее в Ашвил, Северна Каролина.

## Произведения

### Като Сара Адисън Алън

#### Самостоятелни романи
- The Sugar Queen (2008)
Вкусът на мечтите, изд. „Ера“, София (2009), прев. Весела Прошкова
- The Girl Who Chased the Moon (2010)
Момичето, което преследваше луната, изд. „Ера“, София (2010), прев. Емилия Карастойчева
- The Peach Keeper (2011)
Тайна с цвят на праскова, изд. „Ера“, София (2011), прев.
- Lost Lake (2014)
Изгубеното езеро, изд. „Ера“, София (2014), прев. Емилия Карастойчева

#### Серия „Сестрите Уейвърли“ (Waverly Sisters)
1. Garden Spells (2007)
Градина на желанията, изд. „Ера“, София (2008), изд. „СББ „Медия“ София (2014), прев. Весела Прошкова
2. First Frost (2015)
Ябълково вълшебство, изд. „Ера“, София (2015), прев. Надежда Розова

#### Новели
- Waking Kate (2013)

#### Сборници
- The Firefly Dance (2011) – с Катрин Мадженди, Филис Шийбър и Аугуста Тробо

### Като Кейти Галахър

#### Серия „Завинаги“ (Forever)
1. Stealing Cynderella (2014)
2. Forever Love (2015)

#### Новели
- Catching You (2013)

#### Сборници
- Truly, Madly, Briefly / Tried and True (2003) – с Делорес Фозън